# Eleições parlamentares europeias de 2014 no distrito de Santarém
| Eleições parlamentares europeias de 2014 por Portugal Distritos: Aveiro \| Beja \| Braga \| Bragança \| Castelo Branco \| Coimbra \| Évora \| Faro \| Guarda \| Leiria \| Lisboa \| Portalegre \| Porto \| Santarém \| Setúbal \| Viana do Castelo \| Vila Real \| Viseu \| Açores \| Madeira \| Estrangeiro |

## Resultados por concelhos
Os resultados nos concelhos do Distrito de Santarém foram os seguintes:

### Abrantes
| Partido                 | Partido                               | Votos  | %               | +/-   |
| ----------------------- | ------------------------------------- | ------ | --------------- | ----- |
|                         | Partido Socialista                    | 4 989  | 39,23 / 100,00  | 8,61  |
|                         | Aliança Portugal                      | 2 497  | 19,63 / 100,00  | 10,52 |
|                         | Coligação Democrática Unitária        | 1 519  | 11,94 / 100,00  | 1,24  |
|                         | Partido da Terra                      | 819    | 6,44 / 100,00   | 5,78  |
|                         | Bloco de Esquerda                     | 755    | 5,94 / 100,00   | 7,98  |
|                         | PCTP/MRPP                             | 274    | 2,15 / 100,00   | 0,43  |
|                         | LIVRE/Tempo de Avançar                | 233    | 1,83 / 100,00   | Novo  |
|                         | Partido pelos Animais e pela Natureza | 188    | 1,48 / 100,00   | Novo  |
|                         | Outros                                | 419    | 3,30 / 100,00   |       |
| Votos Inválidos         | Votos Inválidos                       | 1 025  | 8,06 / 100,00   | 0,46  |
| Total                   | Total                                 | 12 718 | 100,00 / 100,00 |       |
| Eleitorado/Participação | Eleitorado/Participação               | 34 769 | 36,58 / 100,00  | 4,02  |

| Freguesia                                       | %     | %     | %     | %    | %    | %    | %    | %    | Votantes |
| Freguesia                                       | PS    | AP    | CDU   | MPT  | BE   | PCTP | L    | PAN  | Votantes |
| ----------------------------------------------- | ----- | ----- | ----- | ---- | ---- | ---- | ---- | ---- | -------- |
| Abrantes e Alferrarede                          | 32,60 | 23,10 | 10,28 | 7,83 | 6,66 | 2,31 | 2,58 | 1,96 | 4 892    |
| Aldeia do Mato e Souto                          | 21,33 | 54,50 | 3,08  | 2,61 | 2,37 | 0,47 | 0,47 | 1,66 | 422      |
| Alvega e Concavada                              | 51,77 | 13,63 | 12,58 | 3,54 | 4,72 | 2,88 | 1,31 | 1,70 | 763      |
| Bemposta                                        | 52,08 | 12,79 | 11,56 | 4,93 | 5,39 | 3,39 | 1,08 | 0,77 | 649      |
| Carvalhal                                       | 37,97 | 27,80 | 6,10  | 6,10 | 5,08 | 3,39 | 1,69 | 1,02 | 295      |
| Fontes                                          | 41,05 | 33,62 | 1,75  | 2,62 | 2,62 | 1,75 | 2,62 | 1,75 | 229      |
| Martinchel                                      | 29,58 | 30,99 | 6,57  | 7,98 | 3,29 | 1,41 | 2,82 | 0,47 | 213      |
| Mouriscas                                       | 37,10 | 17,74 | 19,21 | 5,28 | 4,25 | 1,61 | 1,61 | 1,32 | 682      |
| Pego                                            | 45,29 | 9,42  | 15,91 | 6,98 | 6,98 | 1,96 | 1,35 | 0,73 | 817      |
| Rio de Moinhos                                  | 40,50 | 20,59 | 10,18 | 5,43 | 2,71 | 2,49 | 1,13 | 1,58 | 442      |
| São Facundo e Vale das Mós                      | 48,98 | 9,70  | 17,21 | 3,91 | 7,04 | 2,03 | 0,47 | 0,47 | 639      |
| São Miguel do Rio Torto e Rossio ao Sul do Tejo | 46,04 | 13,39 | 13,18 | 6,76 | 6,08 | 2,25 | 1,37 | 1,02 | 1 464    |
| Tramagal                                        | 42,36 | 14,70 | 15,44 | 6,94 | 7,27 | 1,16 | 1,73 | 1,57 | 1 211    |
| Abrantes                                        | 39,23 | 19,63 | 11,94 | 6,44 | 5,94 | 2,15 | 1,83 | 1,48 | 12 718   |

### Alcanena
| Partido                 | Partido                               | Votos  | %               | +/-  |
| ----------------------- | ------------------------------------- | ------ | --------------- | ---- |
|                         | Aliança Portugal                      | 1 317  | 30,18 / 100,00  | 8,75 |
|                         | Partido Socialista                    | 1 269  | 29,08 / 100,00  | 3,04 |
|                         | Coligação Democrática Unitária        | 607    | 13,91 / 100,00  | 3,21 |
|                         | Partido da Terra                      | 285    | 6,53 / 100,00   | 5,86 |
|                         | Bloco de Esquerda                     | 174    | 3,99 / 100,00   | 6,69 |
|                         | PCTP/MRPP                             | 84     | 1,92 / 100,00   | 0,29 |
|                         | LIVRE/Tempo de Avançar                | 77     | 1,76 / 100,00   | Novo |
|                         | Partido pelos Animais e pela Natureza | 57     | 1,31 / 100,00   | Novo |
|                         | Outros                                | 128    | 3,38 / 100,00   |      |
| Votos Inválidos         | Votos Inválidos                       | 346    | 7,92 / 100,00   | 0,45 |
| Total                   | Total                                 | 4 364  | 100,00 / 100,00 |      |
| Eleitorado/Participação | Eleitorado/Participação               | 12 717 | 34,32 / 100,00  | 6,04 |

| Freguesia                       | %     | %     | %     | %    | %    | %    | %    | %    | Votantes |
| Freguesia                       | AP    | PS    | CDU   | MPT  | BE   | PCTP | L    | PAN  | Votantes |
| ------------------------------- | ----- | ----- | ----- | ---- | ---- | ---- | ---- | ---- | -------- |
| Alcanena e Vila Moreira         | 23,13 | 32,16 | 18,84 | 4,87 | 4,94 | 2,40 | 1,75 | 1,23 | 1 539    |
| Bugalhos                        | 23,89 | 36,31 | 13,69 | 8,92 | 4,46 | 1,91 | 2,55 | 0,64 | 314      |
| Malhou, Louriceira e Espinheiro | 19,57 | 37,83 | 15,46 | 7,40 | 3,78 | 2,14 | 2,14 | 0,66 | 608      |
| Minde                           | 45,30 | 17,61 | 10,27 | 8,41 | 3,13 | 1,76 | 1,47 | 1,57 | 1 022    |
| Moitas Venda                    | 35,05 | 26,90 | 5,43  | 7,07 | 3,53 | 0,82 | 1,90 | 2,17 | 368      |
| Monsanto                        | 22,96 | 37,41 | 16,30 | 5,19 | 4,44 | 1,85 | 1,48 | 1,11 | 270      |
| Serra de Santo António          | 46,50 | 20,58 | 4,53  | 4,53 | 1,65 | 0,82 | 1,23 | 2,06 | 243      |
| Alcanena                        | 30,18 | 29,08 | 13,91 | 6,53 | 3,99 | 1,92 | 1,76 | 1,31 | 4 364    |

### Almeirim
| Partido                 | Partido                        | Votos  | %               | +/-   |
| ----------------------- | ------------------------------ | ------ | --------------- | ----- |
|                         | Partido Socialista             | 2 554  | 41,49 / 100,00  | 10,55 |
|                         | Aliança Portugal               | 1 142  | 18,55 / 100,00  | 9,77  |
|                         | Coligação Democrática Unitária | 965    | 15,68 / 100,00  | 0,71  |
|                         | Partido da Terra               | 356    | 5,78 / 100,00   | 5,04  |
|                         | Bloco de Esquerda              | 256    | 4,16 / 100,00   | 8,20  |
|                         | PCTP/MRPP                      | 134    | 2,18 / 100,00   | 0,24  |
|                         | LIVRE/Tempo de Avançar         | 87     | 1,41 / 100,00   | Novo  |
|                         | Outros                         | 234    | 3,81 / 100,00   |       |
| Votos Inválidos         | Votos Inválidos                | 427    | 6,94 / 100,00   | 0,29  |
| Total                   | Total                          | 6 155  | 100,00 / 100,00 |       |
| Eleitorado/Participação | Eleitorado/Participação        | 20 011 | 30,76 / 100,00  | 2,48  |

| Freguesia            | %     | %     | %     | %    | %    | %    | %    | Votantes |
| Freguesia            | PS    | AP    | CDU   | MPT  | BE   | PCTP | L    | Votantes |
| -------------------- | ----- | ----- | ----- | ---- | ---- | ---- | ---- | -------- |
| Almeirim             | 36,15 | 21,10 | 14,85 | 6,74 | 5,17 | 1,83 | 1,92 | 3 441    |
| Benfica do Ribatejo  | 53,50 | 10,06 | 20,74 | 3,80 | 2,21 | 3,44 | 0,61 | 815      |
| Fazendas de Almeirim | 44,56 | 17,97 | 15,47 | 5,23 | 3,27 | 2,50 | 0,77 | 1 681    |
| Raposa               | 57,34 | 14,68 | 11,47 | 2,29 | 2,29 | 0,46 | 1,38 | 218      |
| Almeirim             | 41,49 | 18,55 | 15,68 | 5,78 | 4,16 | 2,18 | 1,41 | 6 155    |

### Alpiarça
| Partido                 | Partido                               | Votos | %               | +/-  |
| ----------------------- | ------------------------------------- | ----- | --------------- | ---- |
|                         | Coligação Democrática Unitária        | 1 103 | 43,00 / 100,00  | 1,75 |
|                         | Partido Socialista                    | 728   | 28,38 / 100,00  | 6,68 |
|                         | Aliança Portugal                      | 281   | 10,96 / 100,00  | 3,40 |
|                         | Partido da Terra                      | 112   | 4,37 / 100,00   | 3,94 |
|                         | Bloco de Esquerda                     | 62    | 2,42 / 100,00   | 5,95 |
|                         | PCTP/MRPP                             | 40    | 1,56 / 100,00   | 0,06 |
|                         | LIVRE/Tempo de Avançar                | 30    | 1,17 / 100,00   | Novo |
|                         | Partido pelos Animais e pela Natureza | 26    | 1,01 / 100,00   | Novo |
|                         | Outros                                | 43    | 1,67 / 100,00   |      |
| Votos Inválidos         | Votos Inválidos                       | 140   | 5,46 / 100,00   | 1,10 |
| Total                   | Total                                 | 2 565 | 100,00 / 100,00 |      |
| Eleitorado/Participação | Eleitorado/Participação               | 6 496 | 39,49 / 100,00  | 2,73 |

| Freguesia | %     | %     | %     | %    | %    | %    | %    | %    | Votantes |
| Freguesia | CDU   | PS    | AP    | MPT  | BE   | PCTP | L    | PAN  | Votantes |
| --------- | ----- | ----- | ----- | ---- | ---- | ---- | ---- | ---- | -------- |
| Alpiarça  | 43,00 | 28,38 | 10,96 | 4,37 | 2,42 | 1,56 | 1,17 | 1,01 | 2 565    |
| Alpiarça  | 43,00 | 28,38 | 10,96 | 4,37 | 2,42 | 1,56 | 1,17 | 1,01 | 2 565    |

### Benavente
| Partido                 | Partido                               | Votos  | %               | +/-   |
| ----------------------- | ------------------------------------- | ------ | --------------- | ----- |
|                         | Partido Socialista                    | 1 883  | 27,50 / 100,00  | 4,66  |
|                         | Coligação Democrática Unitária        | 1 786  | 26,08 / 100,00  | 5,75  |
|                         | Aliança Portugal                      | 1 209  | 17,66 / 100,00  | 10,23 |
|                         | Partido da Terra                      | 479    | 7,00 / 100,00   | 6,28  |
|                         | Bloco de Esquerda                     | 311    | 4,54 / 100,00   | 9,69  |
|                         | PCTP/MRPP                             | 207    | 3,02 / 100,00   | 0,73  |
|                         | LIVRE/Tempo de Avançar                | 124    | 1,81 / 100,00   | Novo  |
|                         | Partido pelos Animais e pela Natureza | 111    | 1,62 / 100,00   | Novo  |
|                         | Outros                                | 234    | 3,42 / 100,00   |       |
| Votos Inválidos         | Votos Inválidos                       | 503    | 7,34 / 100,00   | 0,24  |
| Total                   | Total                                 | 6 847  | 100,00 / 100,00 |       |
| Eleitorado/Participação | Eleitorado/Participação               | 23 037 | 29,72 / 100,00  | 2,28  |

| Freguesia      | %     | %     | %     | %    | %    | %    | %    | %    | Votantes |
| Freguesia      | PS    | CDU   | AP    | MPT  | BE   | PCTP | L    | PAN  | Votantes |
| -------------- | ----- | ----- | ----- | ---- | ---- | ---- | ---- | ---- | -------- |
| Barrosa        | 41,40 | 35,03 | 1,91  | 7,64 | 5,10 | 1,27 | 2,55 | 1,91 | 157      |
| Benavente      | 24,71 | 28,05 | 18,28 | 7,69 | 4,69 | 2,40 | 2,31 | 1,54 | 2 210    |
| Samora Correia | 29,08 | 25,30 | 16,15 | 6,67 | 4,94 | 3,30 | 1,60 | 1,77 | 3 944    |
| Santo Estêvão  | 23,32 | 21,08 | 30,78 | 6,34 | 2,61 | 4,10 | 1,12 | 0,75 | 536      |
| Benavente      | 27,50 | 26,08 | 17,66 | 7,00 | 4,54 | 3,02 | 1,81 | 1,62 | 6 847    |

### Cartaxo
| Partido                 | Partido                               | Votos  | %               | +/-   |
| ----------------------- | ------------------------------------- | ------ | --------------- | ----- |
|                         | Partido Socialista                    | 2 523  | 35,11 / 100,00  | 5,37  |
|                         | Aliança Portugal                      | 1 272  | 17,70 / 100,00  | 11,14 |
|                         | Coligação Democrática Unitária        | 1 159  | 16,13 / 100,00  | 3,01  |
|                         | Partido da Terra                      | 536    | 7,46 / 100,00   | 6,58  |
|                         | Bloco de Esquerda                     | 405    | 5,64 / 100,00   | 8,31  |
|                         | PCTP/MRPP                             | 192    | 2,67 / 100,00   | 1,12  |
|                         | LIVRE/Tempo de Avançar                | 173    | 2,41 / 100,00   | Novo  |
|                         | Partido pelos Animais e pela Natureza | 157    | 2,19 / 100,00   | Novo  |
|                         | Outros                                | 237    | 3,29 / 100,00   |       |
| Votos Inválidos         | Votos Inválidos                       | 531    | 7,39 / 100,00   | 0,61  |
| Total                   | Total                                 | 7 185  | 100,00 / 100,00 |       |
| Eleitorado/Participação | Eleitorado/Participação               | 20 900 | 34,38 / 100,00  | 3,51  |

| Freguesia               | %     | %     | %     | %    | %    | %    | %    | %    | Votantes |
| Freguesia               | PS    | AP    | CDU   | MPT  | BE   | PCTP | L    | PAN  | Votantes |
| ----------------------- | ----- | ----- | ----- | ---- | ---- | ---- | ---- | ---- | -------- |
| Cartaxo e Vale da Pinta | 31,26 | 21,69 | 14,46 | 8,02 | 6,10 | 2,29 | 2,97 | 2,20 | 3 541    |
| Ereira e Lapa           | 38,86 | 17,82 | 13,67 | 7,83 | 5,38 | 2,46 | 1,54 | 2,76 | 651      |
| Pontével                | 40,53 | 12,31 | 18,47 | 5,92 | 5,77 | 2,96 | 1,95 | 2,49 | 1 283    |
| Valada                  | 42,99 | 11,15 | 24,20 | 7,01 | 2,23 | 2,87 | 2,23 | 0,32 | 314      |
| Vale da Pedra           | 32,33 | 13,25 | 24,73 | 6,54 | 4,77 | 3,53 | 1,24 | 1,41 | 566      |
| Vila Chã de Ourique     | 39,16 | 14,46 | 12,65 | 7,95 | 5,54 | 3,37 | 2,29 | 2,41 | 830      |
| Cartaxo                 | 35,11 | 17,70 | 16,13 | 7,46 | 5,64 | 2,67 | 2,41 | 2,19 | 7 185    |

### Chamusca
| Partido                 | Partido                        | Votos | %               | +/-  |
| ----------------------- | ------------------------------ | ----- | --------------- | ---- |
|                         | Partido Socialista             | 1 121 | 38,31 / 100,00  | 9,22 |
|                         | Coligação Democrática Unitária | 655   | 22,39 / 100,00  | 0,43 |
|                         | Aliança Portugal               | 512   | 17,50 / 100,00  | 7,17 |
|                         | Partido da Terra               | 136   | 4,65 / 100,00   | 4,10 |
|                         | Bloco de Esquerda              | 112   | 3,83 / 100,00   | 5,93 |
|                         | PCTP/MRPP                      | 62    | 2,12 / 100,00   | 0,42 |
|                         | LIVRE/Tempo de Avançar         | 35    | 1,20 / 100,00   | Novo |
|                         | Outros                         | 91    | 3,10 / 100,00   |      |
| Votos Inválidos         | Votos Inválidos                | 202   | 6,90 / 100,00   | 0,23 |
| Total                   | Total                          | 2 926 | 100,00 / 100,00 |      |
| Eleitorado/Participação | Eleitorado/Participação        | 8 647 | 33,84 / 100,00  | 2,04 |

| Freguesia                  | %     | %     | %     | %    | %    | %    | %    | Votantes |
| Freguesia                  | PS    | CDU   | AP    | MPT  | BE   | PCTP | L    | Votantes |
| -------------------------- | ----- | ----- | ----- | ---- | ---- | ---- | ---- | -------- |
| Carregueira                | 43,72 | 18,59 | 13,08 | 7,40 | 6,20 | 2,41 | 1,20 | 581      |
| Chamusca e Pinheiro Grande | 32,62 | 23,63 | 18,97 | 4,50 | 4,25 | 1,88 | 1,39 | 1 223    |
| Parreira e Chouto          | 43,16 | 14,59 | 28,27 | 3,04 | 1,82 | 1,22 | 1,22 | 329      |
| Ulme                       | 50,47 | 15,12 | 17,67 | 2,79 | 1,86 | 2,33 | 0,93 | 430      |
| Vale de Cavalos            | 30,03 | 39,94 | 9,64  | 4,41 | 2,75 | 3,03 | 0,83 | 363      |
| Chamusca                   | 38,31 | 22,39 | 17,50 | 4,65 | 3,83 | 2,12 | 1,20 | 2 926    |

### Constância
| Partido                 | Partido                               | Votos | %               | +/-  |
| ----------------------- | ------------------------------------- | ----- | --------------- | ---- |
|                         | Partido Socialista                    | 481   | 36,58 / 100,00  | 2,72 |
|                         | Coligação Democrática Unitária        | 279   | 21,22 / 100,00  | 3,73 |
|                         | Aliança Portugal                      | 171   | 13,00 / 100,00  | 9,87 |
|                         | Partido da Terra                      | 97    | 7,38 / 100,00   | 6,92 |
|                         | Bloco de Esquerda                     | 50    | 3,80 / 100,00   | 8,30 |
|                         | PCTP/MRPP                             | 50    | 3,80 / 100,00   | 2,55 |
|                         | LIVRE/Tempo de Avançar                | 16    | 1,22 / 100,00   | Novo |
|                         | Partido pelos Animais e pela Natureza | 16    | 1,22 / 100,00   | Novo |
|                         | Outros                                | 40    | 3,03 / 100,00   |      |
| Votos Inválidos         | Votos Inválidos                       | 115   | 8,75 / 100,00   | 0,47 |
| Total                   | Total                                 | 1 315 | 100,00 / 100,00 |      |
| Eleitorado/Participação | Eleitorado/Participação               | 3 467 | 37,93 / 100,00  | 5,45 |

| Freguesia                  | %     | %     | %     | %     | %    | %    | %    | %    | Votantes |
| Freguesia                  | PS    | CDU   | AP    | MPT   | BE   | PCTP | L    | PAN  | Votantes |
| -------------------------- | ----- | ----- | ----- | ----- | ---- | ---- | ---- | ---- | -------- |
| Constância                 | 19,72 | 20,07 | 17,30 | 12,11 | 4,84 | 5,88 | 1,73 | 1,38 | 289      |
| Montalvo                   | 41,74 | 20,64 | 12,84 | 6,19  | 2,29 | 3,21 | 1,15 | 0,69 | 436      |
| Santa Margarida da Coutada | 41,02 | 22,20 | 11,02 | 5,93  | 4,41 | 3,22 | 1,02 | 1,53 | 590      |
| Constância                 | 36,58 | 21,22 | 13,00 | 7,38  | 3,80 | 3,80 | 1,22 | 1,22 | 1 315    |

### Coruche
| Partido                 | Partido                        | Votos  | %               | +/-   |
| ----------------------- | ------------------------------ | ------ | --------------- | ----- |
|                         | Partido Socialista             | 2 158  | 35,75 / 100,00  | 10,10 |
|                         | Coligação Democrática Unitária | 1 831  | 30,33 / 100,00  | 0,87  |
|                         | Aliança Portugal               | 926    | 15,34 / 100,00  | 7,75  |
|                         | Partido da Terra               | 268    | 4,44 / 100,00   | 3,91  |
|                         | Bloco de Esquerda              | 188    | 3,11 / 100,00   | 7,41  |
|                         | PCTP/MRPP                      | 109    | 1,81 / 100,00   | 0,37  |
|                         | LIVRE/Tempo de Avançar         | 74     | 1,23 / 100,00   | Novo  |
|                         | Outros                         | 193    | 3,18 / 100,00   |       |
| Votos Inválidos         | Votos Inválidos                | 289    | 4,79 / 100,00   | 0,69  |
| Total                   | Total                          | 6 036  | 100,00 / 100,00 |       |
| Eleitorado/Participação | Eleitorado/Participação        | 17 464 | 34,56 / 100,00  | 2,34  |

| Freguesia               | %     | %     | %     | %    | %    | %    | %    | Votantes |
| Freguesia               | PS    | CDU   | AP    | MPT  | BE   | PCTP | L    | Votantes |
| ----------------------- | ----- | ----- | ----- | ---- | ---- | ---- | ---- | -------- |
| Biscainho               | 42,22 | 14,07 | 30,00 | 4,44 | 1,85 | 0,74 | 0,37 | 270      |
| Branca                  | 39,05 | 26,19 | 17,86 | 4,05 | 2,14 | 1,90 | 1,43 | 420      |
| Coruche, Fajarda e Erra | 37,72 | 21,85 | 17,66 | 6,15 | 4,12 | 1,97 | 1,63 | 3 250    |
| Couço                   | 22,65 | 62,80 | 5,15  | 0,68 | 1,52 | 1,44 | 0,30 | 1 320    |
| Santana do Mato         | 41,21 | 27,80 | 15,97 | 3,83 | 1,28 | 0,64 | 0,64 | 313      |
| São José da Lamarosa    | 48,81 | 12,31 | 16,85 | 3,89 | 3,46 | 3,02 | 1,73 | 463      |
| Coruche                 | 35,75 | 30,33 | 15,34 | 4,44 | 3,11 | 1,81 | 1,23 | 6 036    |

### Entroncamento
| Partido                 | Partido                               | Votos  | %               | +/-   |
| ----------------------- | ------------------------------------- | ------ | --------------- | ----- |
|                         | Partido Socialista                    | 2 015  | 32,59 / 100,00  | 9,43  |
|                         | Aliança Portugal                      | 1 137  | 18,39 / 100,00  | 13,32 |
|                         | Coligação Democrática Unitária        | 863    | 13,96 / 100,00  | 4,15  |
|                         | Bloco de Esquerda                     | 513    | 8,30 / 100,00   | 11,82 |
|                         | Partido da Terra                      | 509    | 8,23 / 100,00   | 7,56  |
|                         | LIVRE/Tempo de Avançar                | 125    | 2,02 / 100,00   | Novo  |
|                         | Partido pelos Animais e pela Natureza | 112    | 1,81 / 100,00   | Novo  |
|                         | PCTP/MRPP                             | 109    | 1,76 / 100,00   | 0,50  |
|                         | Outros                                | 211    | 3,43 / 100,00   |       |
| Votos Inválidos         | Votos Inválidos                       | 588    | 9,51 / 100,00   | 0,18  |
| Total                   | Total                                 | 6 182  | 100,00 / 100,00 |       |
| Eleitorado/Participação | Eleitorado/Participação               | 17 190 | 35,96 / 100,00  | 5,08  |

| Freguesia               | %     | %     | %     | %    | %    | %    | %    | %    | Votantes |
| Freguesia               | PS    | AP    | CDU   | BE   | MPT  | L    | PAN  | PCTP | Votantes |
| ----------------------- | ----- | ----- | ----- | ---- | ---- | ---- | ---- | ---- | -------- |
| Nossa Senhora de Fátima | 29,11 | 18,41 | 12,78 | 9,80 | 8,90 | 2,13 | 2,13 | 1,72 | 3 428    |
| São João Batista        | 36,93 | 18,37 | 15,43 | 6,28 | 7,55 | 1,89 | 1,42 | 1,82 | 2 754    |
| Entroncamento           | 32,59 | 18,39 | 13,96 | 8,30 | 8,23 | 2,02 | 1,81 | 1,76 | 6 182    |

### Ferreira do Zêzere
| Partido                 | Partido                               | Votos | %               | +/-   |
| ----------------------- | ------------------------------------- | ----- | --------------- | ----- |
|                         | Aliança Portugal                      | 1 139 | 37,75 / 100,00  | 15,62 |
|                         | Partido Socialista                    | 893   | 29,60 / 100,00  | 6,09  |
|                         | Partido da Terra                      | 218   | 7,23 / 100,00   | 6,22  |
|                         | Coligação Democrática Unitária        | 118   | 3,91 / 100,00   | 0,54  |
|                         | Bloco de Esquerda                     | 94    | 3,12 / 100,00   | 3,33  |
|                         | PCTP/MRPP                             | 39    | 1,29 / 100,00   | 0,31  |
|                         | Partido pelos Animais e pela Natureza | 39    | 1,29 / 100,00   | Novo  |
|                         | Partido da Nova Democracia            | 35    | 1,16 / 100,00   | -     |
|                         | LIVRE/Tempo de Avançar                | 34    | 1,13 / 100,00   | Novo  |
|                         | Outros                                | 87    | 2,89 / 100,00   |       |
| Votos Inválidos         | Votos Inválidos                       | 321   | 10,64 / 100,00  | 2,30  |
| Total                   | Total                                 | 3 017 | 100,00 / 100,00 |       |
| Eleitorado/Participação | Eleitorado/Participação               | 7 813 | 38,62 / 100,00  | 1,50  |

| Freguesia               | %     | %     | %    | %    | %    | %    | %    | %    | %    | Votantes |
| Freguesia               | AP    | PS    | MPT  | CDU  | BE   | PCTP | PAN  | PND  | L    | Votantes |
| ----------------------- | ----- | ----- | ---- | ---- | ---- | ---- | ---- | ---- | ---- | -------- |
| Águas Belas             | 30,79 | 39,12 | 3,70 | 5,09 | 2,31 | 3,01 | 0,46 | 0,93 | 0,93 | 432      |
| Areias e Pias           | 49,12 | 19,58 | 7,70 | 3,37 | 2,89 | 1,77 | 0,80 | 1,61 | 1,28 | 623      |
| Beco                    | 42,17 | 33,73 | 6,83 | 2,41 | 0    | 1,20 | 1,61 | 1,20 | 1,20 | 249      |
| Chãos                   | 49,06 | 23,11 | 6,60 | 1,89 | 1,89 | 0,47 | 1,42 | 0,47 | 0    | 212      |
| Ferreira do Zêzere      | 28,47 | 30,66 | 7,79 | 6,08 | 4,74 | 0,49 | 2,31 | 0,97 | 1,46 | 822      |
| Igreja Nova do Sobral   | 38,98 | 32,28 | 9,06 | 2,36 | 3,15 | 0,39 | 1,97 | 0,79 | 0,39 | 254      |
| Nossa Senhora do Pranto | 37,18 | 31,76 | 8,47 | 2,12 | 3,53 | 1,41 | 0,24 | 1,65 | 1,41 | 425      |
| Ferreira do Zêzere      | 37,75 | 29,60 | 7,23 | 3,91 | 3,12 | 1,29 | 1,29 | 1,16 | 1,13 | 3 017    |

### Golegã
| Partido                 | Partido                               | Votos | %               | +/-  |
| ----------------------- | ------------------------------------- | ----- | --------------- | ---- |
|                         | Partido Socialista                    | 597   | 35,56 / 100,00  | 8,38 |
|                         | Aliança Portugal                      | 359   | 21,38 / 100,00  | 8,49 |
|                         | Coligação Democrática Unitária        | 336   | 20,01 / 100,00  | 0,54 |
|                         | Partido da Terra                      | 103   | 6,13 / 100,00   | 5,47 |
|                         | Bloco de Esquerda                     | 61    | 3,63 / 100,00   | 7,68 |
|                         | PCTP/MRPP                             | 37    | 2,20 / 100,00   | 0,18 |
|                         | Partido pelos Animais e pela Natureza | 19    | 1,13 / 100,00   | Novo |
|                         | Outros                                | 64    | 3,82 / 100,00   |      |
| Votos Inválidos         | Votos Inválidos                       | 103   | 6,13 / 100,00   | 0,66 |
| Total                   | Total                                 | 1 679 | 100,00 / 100,00 |      |
| Eleitorado/Participação | Eleitorado/Participação               | 5 136 | 32,69 / 100,00  | 4,01 |

| Freguesia  | %     | %     | %     | %    | %    | %    | %    | Votantes |
| Freguesia  | PS    | AP    | CDU   | MPT  | BE   | PCTP | PAN  | Votantes |
| ---------- | ----- | ----- | ----- | ---- | ---- | ---- | ---- | -------- |
| Azinhaga   | 36,93 | 12,97 | 30,94 | 4,99 | 2,59 | 2,20 | 1,40 | 501      |
| Golegã     | 34,10 | 27,18 | 13,94 | 6,32 | 3,51 | 2,31 | 1,00 | 997      |
| Pombalinho | 39,78 | 12,71 | 23,20 | 8,29 | 7,18 | 1,66 | 1,10 | 181      |
| Golegã     | 35,56 | 21,38 | 20,01 | 6,13 | 3,63 | 2,20 | 1,13 | 1 679    |

### Mação
| Partido                 | Partido                               | Votos | %               | +/-   |
| ----------------------- | ------------------------------------- | ----- | --------------- | ----- |
|                         | Aliança Portugal                      | 1 200 | 35,20 / 100,00  | 13,13 |
|                         | Partido Socialista                    | 1 118 | 32,80 / 100,00  | 5,40  |
|                         | Partido da Terra                      | 213   | 6,25 / 100,00   | 5,76  |
|                         | Coligação Democrática Unitária        | 191   | 5,60 / 100,00   | 0,96  |
|                         | Bloco de Esquerda                     | 100   | 2,93 / 100,00   | 4,26  |
|                         | Partido pelos Animais e pela Natureza | 51    | 1,50 / 100,00   | Novo  |
|                         | PCTP/MRPP                             | 39    | 1,14 / 100,00   | 0,01  |
|                         | Partido da Nova Democracia            | 39    | 1,14 / 100,00   | -     |
|                         | LIVRE/Tempo de Avançar                | 38    | 1,11 / 100,00   | Novo  |
|                         | Outros                                | 111   | 3,25 / 100,00   |       |
| Votos Inválidos         | Votos Inválidos                       | 309   | 9,07 / 100,00   | 1,52  |
| Total                   | Total                                 | 3 409 | 100,00 / 100,00 |       |
| Eleitorado/Participação | Eleitorado/Participação               | 6 757 | 50,45 / 100,00  | 3,31  |

| Freguesia                      | %     | %     | %    | %    | %    | %    | %    | %    | %    | Votantes |
| Freguesia                      | AP    | PS    | MPT  | CDU  | BE   | PAN  | PCTP | PND  | L    | Votantes |
| ------------------------------ | ----- | ----- | ---- | ---- | ---- | ---- | ---- | ---- | ---- | -------- |
| Amêndoa                        | 40,07 | 32,53 | 7,19 | 2,74 | 1,03 | 0,68 | 0,34 | 1,37 | 0,34 | 292      |
| Cardigos                       | 61,34 | 14,99 | 3,94 | 1,18 | 1,18 | 3,55 | 0,39 | 0,59 | 0,99 | 507      |
| Carvoeiro                      | 42,52 | 32,68 | 3,54 | 4,33 | 2,76 | 0,39 | 0,79 | 0,39 | 0,79 | 254      |
| Envendos                       | 30,63 | 39,61 | 7,66 | 5,47 | 2,19 | 0,44 | 1,31 | 1,97 | 0,88 | 457      |
| Mação, Penhascoso e Aboboreira | 27,82 | 35,57 | 6,59 | 7,44 | 4,27 | 1,59 | 1,53 | 1,22 | 1,34 | 1 639    |
| Ortiga                         | 26,15 | 38,46 | 7,69 | 7,31 | 1,54 | 0,77 | 1,15 | 0,77 | 1,15 | 260      |
| Mação                          | 35,20 | 32,80 | 6,25 | 5,60 | 2,93 | 1,50 | 1,14 | 1,14 | 1,11 | 3 409    |

### Ourém
| Partido                 | Partido                               | Votos  | %               | +/-   |
| ----------------------- | ------------------------------------- | ------ | --------------- | ----- |
|                         | Aliança Portugal                      | 7 369  | 51,81 / 100,00  | 10,84 |
|                         | Partido Socialista                    | 2 448  | 17,21 / 100,00  | 2,49  |
|                         | Partido da Terra                      | 926    | 6,51 / 100,00   | 5,90  |
|                         | Coligação Democrática Unitária        | 495    | 3,48 / 100,00   | 0,53  |
|                         | Bloco de Esquerda                     | 338    | 2,38 / 100,00   | 3,90  |
|                         | LIVRE/Tempo de Avançar                | 239    | 1,68 / 100,00   | Novo  |
|                         | Partido da Nova Democracia            | 162    | 1,14 / 100,00   | -     |
|                         | Partido pelos Animais e pela Natureza | 160    | 1,12 / 100,00   | Novo  |
|                         | Portugal pro Vida                     | 152    | 1,07 / 100,00   | Novo  |
|                         | Outros                                | 435    | 3,06 / 100,00   |       |
| Votos Inválidos         | Votos Inválidos                       | 1 500  | 10,55 / 100,00  | 2,27  |
| Total                   | Total                                 | 14 224 | 100,00 / 100,00 |       |
| Eleitorado/Participação | Eleitorado/Participação               | 42 787 | 33,24 / 100,00  | 3,33  |

| Freguesia                                 | %     | %     | %    | %    | %    | %    | %    | %    | %    | Votantes |
| Freguesia                                 | AP    | PS    | MPT  | CDU  | BE   | L    | PND  | PAN  | PPV  | Votantes |
| ----------------------------------------- | ----- | ----- | ---- | ---- | ---- | ---- | ---- | ---- | ---- | -------- |
| Alburitel                                 | 35,17 | 27,97 | 6,57 | 3,60 | 6,14 | 1,48 | 1,91 | 0,85 | 0,64 | 472      |
| Atouguia                                  | 53,96 | 15,09 | 7,42 | 4,99 | 1,41 | 0,90 | 0,77 | 0    | 0,64 | 782      |
| Caxarias                                  | 44,44 | 26,35 | 9,21 | 4,29 | 2,22 | 1,27 | 0,32 | 1,59 | 0,48 | 630      |
| Espite                                    | 50,47 | 18,69 | 5,61 | 1,87 | 1,25 | 2,49 | 1,25 | 2,18 | 0,31 | 321      |
| Fátima                                    | 60,53 | 10,11 | 6,48 | 2,14 | 1,89 | 1,66 | 0,94 | 1,29 | 2,80 | 3 501    |
| Freixianda, Ribeira do Fárrio e Formigais | 66,95 | 11,69 | 4,41 | 1,86 | 1,36 | 0,68 | 1,61 | 0,76 | 0,08 | 1 180    |
| Gondemaria e Olival                       | 52,37 | 17,89 | 5,43 | 1,98 | 0,99 | 1,38 | 1,88 | 0,99 | 0,30 | 1 012    |
| Matas e Cercal                            | 61,62 | 8,23  | 4,65 | 1,46 | 1,73 | 0,66 | 1,46 | 0,93 | 2,92 | 753      |
| Nossa Senhora da Piedade                  | 35,94 | 25,57 | 7,92 | 6,74 | 4,18 | 3,10 | 0,98 | 1,38 | 0,29 | 2 034    |
| Nossa Senhora das Misericórdias           | 49,20 | 16,97 | 5,88 | 4,90 | 2,82 | 2,33 | 1,29 | 1,23 | 0,12 | 1 632    |
| Rio de Couros e Casal dos Bernardos       | 61,71 | 16,04 | 6,08 | 1,03 | 1,81 | 0,78 | 1,03 | 1,03 | 0,52 | 773      |
| Seiça                                     | 29,39 | 32,27 | 9,58 | 5,91 | 3,04 | 1,60 | 0,80 | 0,32 | 0,48 | 626      |
| Urqueira                                  | 47,44 | 22,44 | 5,51 | 3,15 | 2,17 | 1,38 | 0,98 | 1,97 | 0,20 | 508      |
| Ourém                                     | 51,81 | 17,21 | 6,51 | 3,48 | 2,38 | 1,68 | 1,14 | 1,12 | 1,07 | 14 224   |

### Rio Maior
| Partido                 | Partido                               | Votos  | %               | +/-   |
| ----------------------- | ------------------------------------- | ------ | --------------- | ----- |
|                         | Aliança Portugal                      | 2 324  | 36,80 / 100,00  | 10,48 |
|                         | Partido Socialista                    | 1 766  | 27,97 / 100,00  | 4,89  |
|                         | Coligação Democrática Unitária        | 480    | 7,60 / 100,00   | 2,03  |
|                         | Partido da Terra                      | 377    | 5,97 / 100,00   | 5,29  |
|                         | Bloco de Esquerda                     | 243    | 3,85 / 100,00   | 5,20  |
|                         | LIVRE/Tempo de Avançar                | 123    | 1,95 / 100,00   | Novo  |
|                         | Partido pelos Animais e pela Natureza | 109    | 1,73 / 100,00   | Novo  |
|                         | PCTP/MRPP                             | 82     | 1,30 / 100,00   | 0,23  |
|                         | Outros                                | 215    | 3,42 / 100,00   |       |
| Votos Inválidos         | Votos Inválidos                       | 596    | 9,44 / 100,00   | 0,07  |
| Total                   | Total                                 | 6 315  | 100,00 / 100,00 |       |
| Eleitorado/Participação | Eleitorado/Participação               | 18 172 | 34,75 / 100,00  | 2,95  |

| Freguesia                                 | %     | %     | %     | %    | %    | %    | %    | %    | Votantes |
| Freguesia                                 | AP    | PS    | CDU   | MPT  | BE   | L    | PAN  | PCTP | Votantes |
| ----------------------------------------- | ----- | ----- | ----- | ---- | ---- | ---- | ---- | ---- | -------- |
| Alcobertas                                | 53,23 | 13,48 | 3,03  | 7,43 | 2,34 | 1,38 | 1,51 | 0,41 | 727      |
| Arrouquelas                               | 22,42 | 40,81 | 13,90 | 3,14 | 4,04 | 5,83 | 1,35 | 1,35 | 223      |
| Asseiceira                                | 19,74 | 35,92 | 15,53 | 6,47 | 1,94 | 2,59 | 2,27 | 2,27 | 309      |
| Azambujeira e Malaqueijo                  | 29,75 | 36,92 | 7,53  | 5,38 | 2,87 | 2,15 | 0,36 | 0,36 | 279      |
| Fráguas                                   | 34,85 | 38,44 | 3,58  | 5,86 | 3,26 | 1,30 | 1,30 | 0,98 | 307      |
| Marmeleira e Assentiz                     | 17,06 | 33,24 | 20,88 | 5,88 | 4,12 | 1,47 | 2,65 | 2,35 | 340      |
| Outeiro da Cortiçada e Arruda dos Pisões  | 44,70 | 25,76 | 5,56  | 4,29 | 2,53 | 1,77 | 0,25 | 1,52 | 396      |
| Rio Maior                                 | 36,22 | 28,29 | 6,76  | 6,28 | 4,58 | 1,86 | 2,24 | 1,29 | 3 167    |
| São João da Ribeira e Ribeira de São João | 40,14 | 22,80 | 9,03  | 4,99 | 4,75 | 2,38 | 0,48 | 2,38 | 421      |
| São Sebastião                             | 58,22 | 26,03 | 1,37  | 4,11 | 2,74 | 0,68 | 0    | 0    | 146      |
| Rio Maior                                 | 36,80 | 27,97 | 7,60  | 5,97 | 3,85 | 1,95 | 1,73 | 1,30 | 6 315    |

### Salvaterra de Magos
| Partido                 | Partido                               | Votos  | %               | +/-   |
| ----------------------- | ------------------------------------- | ------ | --------------- | ----- |
|                         | Partido Socialista                    | 1 883  | 37,03 / 100,00  | 7,69  |
|                         | Coligação Democrática Unitária        | 856    | 16,83 / 100,00  | 1,66  |
|                         | Aliança Portugal                      | 808    | 15,89 / 100,00  | 8,75  |
|                         | Partido da Terra                      | 354    | 6,96 / 100,00   | 6,32  |
|                         | Bloco de Esquerda                     | 306    | 6,02 / 100,00   | 11,84 |
|                         | PCTP/MRPP                             | 138    | 2,71 / 100,00   | 1,24  |
|                         | Partido pelos Animais e pela Natureza | 93     | 1,83 / 100,00   | Novo  |
|                         | LIVRE/Tempo de Avançar                | 77     | 1,51 / 100,00   | Novo  |
|                         | Outros                                | 178    | 3,51 / 100,00   |       |
| Votos Inválidos         | Votos Inválidos                       | 392    | 7,71 / 100,00   | 0,82  |
| Total                   | Total                                 | 5 085  | 100,00 / 100,00 |       |
| Eleitorado/Participação | Eleitorado/Participação               | 18 819 | 27,02 / 100,00  | 1,71  |

| Freguesia                                 | %     | %     | %     | %    | %    | %    | %    | %    | Votantes |
| Freguesia                                 | PS    | CDU   | AP    | MPT  | BE   | PCTP | PAN  | L    | Votantes |
| ----------------------------------------- | ----- | ----- | ----- | ---- | ---- | ---- | ---- | ---- | -------- |
| Glória do Ribatejo e Granho               | 44,89 | 25,26 | 5,17  | 4,02 | 6,20 | 2,76 | 2,41 | 0,92 | 871      |
| Marinhais                                 | 34,81 | 12,53 | 17,64 | 8,01 | 7,14 | 2,09 | 1,95 | 1,62 | 1 485    |
| Muge                                      | 59,28 | 9,28  | 9,02  | 9,02 | 2,58 | 1,55 | 0,77 | 1,29 | 388      |
| Salvaterra de Magos e Foros de Salvaterra | 31,82 | 17,68 | 19,91 | 7,05 | 5,81 | 3,29 | 1,71 | 1,71 | 2 341    |
| Salvaterra de Magos                       | 37,03 | 16,83 | 15,89 | 6,96 | 6,02 | 2,71 | 1,83 | 1,51 | 5 085    |

### Santarém
| Partido                 | Partido                               | Votos  | %               | +/-   |
| ----------------------- | ------------------------------------- | ------ | --------------- | ----- |
|                         | Partido Socialista                    | 6 162  | 32,92 / 100,00  | 6,35  |
|                         | Aliança Portugal                      | 4 787  | 25,57 / 100,00  | 12,05 |
|                         | Coligação Democrática Unitária        | 2 505  | 13,38 / 100,00  | 2,71  |
|                         | Partido da Terra                      | 1 326  | 7,08 / 100,00   | 6,50  |
|                         | Bloco de Esquerda                     | 879    | 4,70 / 100,00   | 6,81  |
|                         | LIVRE/Tempo de Avançar                | 352    | 1,88 / 100,00   | Novo  |
|                         | Partido pelos Animais e pela Natureza | 299    | 1,60 / 100,00   | Novo  |
|                         | PCTP/MRPP                             | 290    | 1,55 / 100,00   | 0,35  |
|                         | Outros                                | 614    | 3,29 / 100,00   |       |
| Votos Inválidos         | Votos Inválidos                       | 1 505  | 8,04 / 100,00   | 0,13  |
| Total                   | Total                                 | 18 719 | 100,00 / 100,00 |       |
| Eleitorado/Participação | Eleitorado/Participação               | 53 126 | 35,24 / 100,00  | 3,06  |

| Freguesia                                                           | %     | %     | %     | %    | %    | %    | %    | %    | Votantes |
| Freguesia                                                           | PS    | AP    | CDU   | MPT  | BE   | L    | PAN  | PCTP | Votantes |
| ------------------------------------------------------------------- | ----- | ----- | ----- | ---- | ---- | ---- | ---- | ---- | -------- |
| Abitureiras                                                         | 40,85 | 29,57 | 5,18  | 5,79 | 3,96 | 2,74 | 1,22 | 0,61 | 328      |
| Abrã                                                                | 27,32 | 34,93 | 7,04  | 9,86 | 2,54 | 1,41 | 0,56 | 2,54 | 355      |
| Achete, Azoia de Baixo e Póvoa de Santarém                          | 36,98 | 25,21 | 12,01 | 7,02 | 2,62 | 1,31 | 1,90 | 2,26 | 841      |
| Alcanede                                                            | 25,41 | 44,09 | 5,15  | 6,08 | 2,79 | 1,50 | 0,64 | 1,22 | 1 397    |
| Alcanhões                                                           | 31,80 | 19,20 | 24,60 | 5,40 | 3,60 | 1,20 | 1,00 | 1,60 | 500      |
| Almoster                                                            | 38,41 | 17,65 | 23,36 | 3,81 | 3,81 | 0,69 | 0,69 | 2,42 | 578      |
| Amiais de Baixo                                                     | 53,09 | 16,26 | 10,79 | 3,74 | 2,30 | 1,58 | 1,01 | 1,29 | 695      |
| Arneiro das Milhariças                                              | 37,62 | 20,38 | 12,54 | 7,84 | 2,51 | 2,51 | 0,94 | 1,88 | 319      |
| Azoia de Cima e Tremês                                              | 36,24 | 26,57 | 9,54  | 7,22 | 5,45 | 0,82 | 2,04 | 1,63 | 734      |
| Casével e Vaqueiros                                                 | 29,33 | 25,00 | 13,22 | 7,69 | 2,64 | 1,68 | 1,20 | 2,64 | 416      |
| Gançaria                                                            | 24,41 | 51,17 | 1,41  | 5,63 | 0,94 | 1,41 | 0    | 0,47 | 213      |
| Marvila, Sta. Iria da Ribeira de Santarém, S. Salvador e S. Nicolau | 30,13 | 26,06 | 12,56 | 8,10 | 5,89 | 2,44 | 1,94 | 1,39 | 8 703    |
| Moçarria                                                            | 41,94 | 15,84 | 13,49 | 8,21 | 7,04 | 2,64 | 0,29 | 1,17 | 341      |
| Pernes                                                              | 34,19 | 21,07 | 19,68 | 4,17 | 5,57 | 0,40 | 0,99 | 1,79 | 503      |
| Póvoa da Isenta                                                     | 30,29 | 16,29 | 29,32 | 8,47 | 3,58 | 2,61 | 1,30 | 1,63 | 307      |
| Romeira e Várzea                                                    | 38,62 | 22,62 | 10,32 | 5,16 | 3,97 | 2,38 | 1,98 | 1,32 | 756      |
| São Vicente do Paul e Vale de Figueira                              | 35,29 | 20,03 | 23,78 | 5,51 | 2,75 | 0,88 | 1,13 | 1,25 | 799      |
| Vale de Santarém                                                    | 37,58 | 15,52 | 20,66 | 7,28 | 5,46 | 1,61 | 1,71 | 2,46 | 934      |
| Santarém                                                            | 32,92 | 25,57 | 13,38 | 7,08 | 4,70 | 1,88 | 1,60 | 1,55 | 18 719   |

### Sardoal
| Partido                 | Partido                               | Votos | %               | +/-   |
| ----------------------- | ------------------------------------- | ----- | --------------- | ----- |
|                         | Aliança Portugal                      | 536   | 30,10 / 100,00  | 13,84 |
|                         | Partido Socialista                    | 519   | 29,14 / 100,00  | 5,82  |
|                         | Coligação Democrática Unitária        | 137   | 7,69 / 100,00   | 2,52  |
|                         | Partido da Terra                      | 134   | 7,52 / 100,00   | 6,39  |
|                         | Bloco de Esquerda                     | 90    | 5,05 / 100,00   | 4,57  |
|                         | LIVRE/Tempo de Avançar                | 48    | 2,70 / 100,00   | Novo  |
|                         | Partido pelos Animais e pela Natureza | 37    | 2,08 / 100,00   | Novo  |
|                         | Partido da Nova Democracia            | 26    | 1,46 / 100,00   | -     |
|                         | PCTP/MRPP                             | 25    | 1,40 / 100,00   | 0,08  |
|                         | Outros                                | 54    | 3,05 / 100,00   |       |
| Votos Inválidos         | Votos Inválidos                       | 175   | 9,83 / 100,00   | 0,71  |
| Total                   | Total                                 | 1 781 | 100,00 / 100,00 |       |
| Eleitorado/Participação | Eleitorado/Participação               | 3 474 | 51,27 / 100,00  | 1,44  |

| Freguesia              | %     | %     | %     | %    | %    | %    | %    | %    | %    | Votantes |
| Freguesia              | AP    | PS    | CDU   | MPT  | BE   | L    | PAN  | PND  | PCTP | Votantes |
| ---------------------- | ----- | ----- | ----- | ---- | ---- | ---- | ---- | ---- | ---- | -------- |
| Alcaravela             | 44,25 | 23,23 | 3,32  | 6,42 | 1,99 | 2,21 | 1,33 | 1,55 | 1,77 | 452      |
| Santiago de Montalegre | 40,80 | 32,00 | 0,80  | 4,00 | 2,40 | 0,80 | 0    | 4,00 | 0    | 125      |
| Sardoal                | 22,30 | 32,14 | 9,27  | 8,88 | 6,56 | 3,09 | 2,70 | 1,16 | 1,45 | 1 036    |
| Valhascos              | 32,14 | 24,40 | 14,88 | 4,76 | 5,95 | 2,98 | 1,79 | 1,19 | 1,19 | 168      |
| Sardoal                | 30,10 | 29,14 | 7,69  | 7,52 | 5,05 | 2,70 | 2,08 | 1,46 | 1,40 | 1 781    |

### Tomar
| Partido                 | Partido                               | Votos  | %               | +/-   |
| ----------------------- | ------------------------------------- | ------ | --------------- | ----- |
|                         | Partido Socialista                    | 3 973  | 30,82 / 100,00  | 7,14  |
|                         | Aliança Portugal                      | 3 645  | 28,28 / 100,00  | 11,49 |
|                         | Coligação Democrática Unitária        | 1 257  | 9,75 / 100,00   | 2,10  |
|                         | Partido da Terra                      | 1 128  | 8,75 / 100,00   | 7,88  |
|                         | Bloco de Esquerda                     | 610    | 4,73 / 100,00   | 8,59  |
|                         | LIVRE/Tempo de Avançar                | 233    | 1,81 / 100,00   | Novo  |
|                         | PCTP/MRPP                             | 219    | 1,70 / 100,00   | 0,34  |
|                         | Partido pelos Animais e pela Natureza | 188    | 1,46 / 100,00   | Novo  |
|                         | Outros                                | 430    | 3,33 / 100,00   |       |
| Votos Inválidos         | Votos Inválidos                       | 1 208  | 9,37 / 100,00   | 0,21  |
| Total                   | Total                                 | 12 891 | 100,00 / 100,00 |       |
| Eleitorado/Participação | Eleitorado/Participação               | 37 038 | 34,80 / 100,00  | 4,34  |

| Freguesia                                   | %     | %     | %     | %     | %    | %    | %    | %    | Votantes |
| Freguesia                                   | PS    | AP    | CDU   | MPT   | BE   | L    | PCTP | PAN  | Votantes |
| ------------------------------------------- | ----- | ----- | ----- | ----- | ---- | ---- | ---- | ---- | -------- |
| Além da Ribeira e Pedreira                  | 40,04 | 25,10 | 9,36  | 6,97  | 2,59 | 0,60 | 2,19 | 0,60 | 502      |
| Asseiceira                                  | 38,99 | 19,33 | 7,53  | 12,36 | 4,61 | 1,12 | 1,24 | 1,91 | 890      |
| Carregueiros                                | 22,36 | 25,38 | 16,08 | 7,79  | 3,27 | 1,26 | 3,02 | 1,26 | 398      |
| Casais e Alviobeira                         | 32,08 | 32,19 | 6,35  | 8,07  | 3,12 | 1,40 | 1,72 | 0,54 | 929      |
| Madalena e Beselga                          | 34,39 | 21,42 | 13,05 | 7,09  | 5,51 | 2,04 | 2,71 | 1,66 | 1 326    |
| Olalhas                                     | 20,66 | 49,17 | 2,48  | 7,85  | 1,65 | 0,83 | 1,86 | 2,07 | 484      |
| Paialvo                                     | 29,87 | 19,48 | 18,96 | 8,83  | 6,10 | 1,04 | 2,34 | 1,30 | 770      |
| Sabacheira                                  | 46,11 | 27,73 | 6,23  | 5,61  | 2,49 | 0,93 | 0,93 | 1,25 | 321      |
| São João Baptista e Santa Maria dos Olivais | 29,70 | 28,19 | 10,15 | 9,65  | 5,62 | 2,39 | 1,45 | 1,40 | 5 637    |
| São Pedro de Tomar                          | 32,05 | 26,84 | 8,04  | 6,57  | 5,21 | 1,59 | 1,70 | 2,15 | 883      |
| Serra e Junceira                            | 19,57 | 47,94 | 3,46  | 7,59  | 2,00 | 1,46 | 0,80 | 1,86 | 751      |
| Tomar                                       | 30,82 | 28,28 | 9,75  | 8,75  | 4,73 | 1,81 | 1,70 | 1,46 | 12 891   |

### Torres Novas
| Partido                 | Partido                               | Votos  | %               | +/-   |
| ----------------------- | ------------------------------------- | ------ | --------------- | ----- |
|                         | Partido Socialista                    | 3 919  | 32,51 / 100,00  | 7,15  |
|                         | Aliança Portugal                      | 2 566  | 21,28 / 100,00  | 10,90 |
|                         | Coligação Democrática Unitária        | 1 802  | 14,95 / 100,00  | 2,82  |
|                         | Bloco de Esquerda                     | 923    | 7,66 / 100,00   | 8,62  |
|                         | Partido da Terra                      | 852    | 7,07 / 100,00   | 6,38  |
|                         | LIVRE/Tempo de Avançar                | 247    | 2,05 / 100,00   | Novo  |
|                         | PCTP/MRPP                             | 235    | 1,95 / 100,00   | 0,44  |
|                         | Partido pelos Animais e pela Natureza | 169    | 1,40 / 100,00   | Novo  |
|                         | Outros                                | 374    | 3,10 / 100,00   |       |
| Votos Inválidos         | Votos Inválidos                       | 969    | 8,04 / 100,00   | 0,59  |
| Total                   | Total                                 | 12 056 | 100,00 / 100,00 |       |
| Eleitorado/Participação | Eleitorado/Participação               | 32 367 | 37,25 / 100,00  | 3,11  |

| Freguesia                                   | %     | %     | %     | %     | %    | %    | %    | %    | Votantes |
| Freguesia                                   | PS    | AP    | CDU   | BE    | MPT  | L    | PCTP | PAN  | Votantes |
| ------------------------------------------- | ----- | ----- | ----- | ----- | ---- | ---- | ---- | ---- | -------- |
| Assentiz                                    | 35,80 | 29,47 | 6,77  | 4,81  | 6,32 | 1,51 | 1,60 | 0,98 | 1 123    |
| Brogueira, Parceiros de Igreja e Alcorochel | 37,57 | 20,49 | 13,43 | 5,65  | 8,01 | 1,30 | 2,12 | 1,41 | 849      |
| Chancelaria                                 | 29,52 | 34,03 | 5,00  | 5,16  | 6,29 | 2,58 | 1,13 | 1,13 | 620      |
| Meia Via                                    | 34,54 | 15,46 | 15,46 | 9,64  | 7,63 | 2,21 | 1,41 | 1,81 | 498      |
| Olaia e Paço                                | 33,33 | 17,00 | 17,00 | 7,94  | 6,94 | 1,79 | 2,68 | 1,90 | 894      |
| Pedrógão                                    | 34,79 | 20,96 | 14,79 | 5,21  | 5,62 | 1,92 | 2,05 | 1,51 | 730      |
| Riachos                                     | 32,02 | 16,29 | 17,67 | 10,28 | 7,52 | 2,51 | 2,38 | 0,75 | 1 596    |
| Santa Maria, Salvador e Santiago            | 29,35 | 25,17 | 13,86 | 8,35  | 7,22 | 2,43 | 1,50 | 1,66 | 2 467    |
| São Pedro, Lapas e Ribeira Branca           | 31,72 | 17,83 | 19,03 | 8,28  | 7,48 | 2,00 | 2,07 | 1,55 | 2 900    |
| Zibreira                                    | 35,88 | 18,47 | 17,94 | 5,80  | 4,75 | 1,06 | 2,90 | 1,06 | 379      |
| Torres Novas                                | 32,51 | 21,28 | 14,95 | 7,66  | 7,07 | 2,05 | 1,95 | 1,40 | 12 056   |

### Vila Nova da Barquinha
| Partido                 | Partido                               | Votos | %               | +/-   |
| ----------------------- | ------------------------------------- | ----- | --------------- | ----- |
|                         | Partido Socialista                    | 955   | 37,76 / 100,00  | 7,09  |
|                         | Aliança Portugal                      | 393   | 15,54 / 100,00  | 12,14 |
|                         | Coligação Democrática Unitária        | 391   | 15,46 / 100,00  | 0,41  |
|                         | Partido da Terra                      | 220   | 8,70 / 100,00   | 8,10  |
|                         | Bloco de Esquerda                     | 139   | 5,50 / 100,00   | 7,87  |
|                         | PCTP/MRPP                             | 51    | 2,02 / 100,00   | 0,30  |
|                         | Partido pelos Animais e pela Natureza | 47    | 1,86 / 100,00   | Novo  |
|                         | LIVRE/Tempo de Avançar                | 38    | 1,50 / 100,00   | Novo  |
|                         | Outros                                | 90    | 3,55 / 100,00   |       |
| Votos Inválidos         | Votos Inválidos                       | 205   | 8,10 / 100,00   | 0,86  |
| Total                   | Total                                 | 2 529 | 100,00 / 100,00 |       |
| Eleitorado/Participação | Eleitorado/Participação               | 6 462 | 39,14 / 100,00  | 3,07  |

| Freguesia              | %     | %     | %     | %    | %     | %    | %    | %    | Votantes |
| Freguesia              | PS    | AP    | CDU   | MPT  | BE    | PCTP | PAN  | L    | Votantes |
| ---------------------- | ----- | ----- | ----- | ---- | ----- | ---- | ---- | ---- | -------- |
| Atalaia                | 38,16 | 13,12 | 19,08 | 7,84 | 3,92  | 2,39 | 1,53 | 2,21 | 587      |
| Praia do Ribatejo      | 39,14 | 16,06 | 11,31 | 9,17 | 5,50  | 1,68 | 1,99 | 1,22 | 654      |
| Tancos                 | 51,49 | 7,92  | 9,90  | 4,95 | 14,85 | 2,97 | 1,98 | 0,99 | 101      |
| Vila Nova da Barquinha | 35,64 | 17,10 | 16,43 | 9,18 | 5,48  | 1,94 | 1,94 | 1,35 | 1 187    |
| Vila Nova da Barquinha | 37,76 | 15,54 | 15,46 | 8,70 | 5,50  | 2,02 | 1,86 | 1,50 | 2 529    |